# Фокс, Чарльз Джеймс
Чарльз Джеймс Фокс (англ. Charles James Fox; 24 января 1749, Вестминстер, Большой Лондон — 13 сентября 1806, Чизик) — английский политический деятель и парламентарий, вождь левого крыла партии вигов, идеолог британского либерализма, убеждённый оппонент короля Георга III. Фокс сочувственно относился к борьбе американских колоний за независимость и к Великой французской революции. Добивался отмены работорговли. Вечная оппозиционность Фокса сделала его мишенью карикатуриста Джеймса Гилрея. На протяжении почти всей политической карьеры находился в оппозиции, первоначально действуя в союзе с Эдмундом Бёрком и отстаивая безусловную свободу личности от государственной власти. В правительство входил три раза (1782, 1783, 1806) в качестве министра иностранных дел. 

## Биография
Был сыном политического деятеля Генри Фокса, внуком герцога Ричмондского, дядей барона Холланда. 
В 1768 году Чарльз Фокс был избран в палату общин (отец устроил в его отсутствие избрание его от одного из «гнилых местечек»). В январе 1770 года, после падения кабинета Графтона, Норт предложил не достигшему еще совершеннолетия Фоксу пост младшего лорда адмиралтейства. Фокс согласился, но обнаружил значительную самостоятельность; он не стеснялся выступать против кабинета, к которому принадлежал; его речь против внесенного Нортом билля о браке двух братьев короля привела к его отставке в 1772 году. Однако, не желая толкать такого человека, как Фокс, в ряды оппозиции, Норт в 1773 году вновь привлек его в свой кабинет, на пост лорда казначейства. В 1774 году Фокс, не предупредив Норта, от имени кабинета потребовал принятия суровой меры против Генри Вудфала, издателя «Public Advertiser», арестованного по распоряжению палаты общин. Норт счел нужным поддержать своего товарища, но был крайне раздражен, когда предложение его провалилось, и в крайне оскорбительной форме дал ему отставку. 

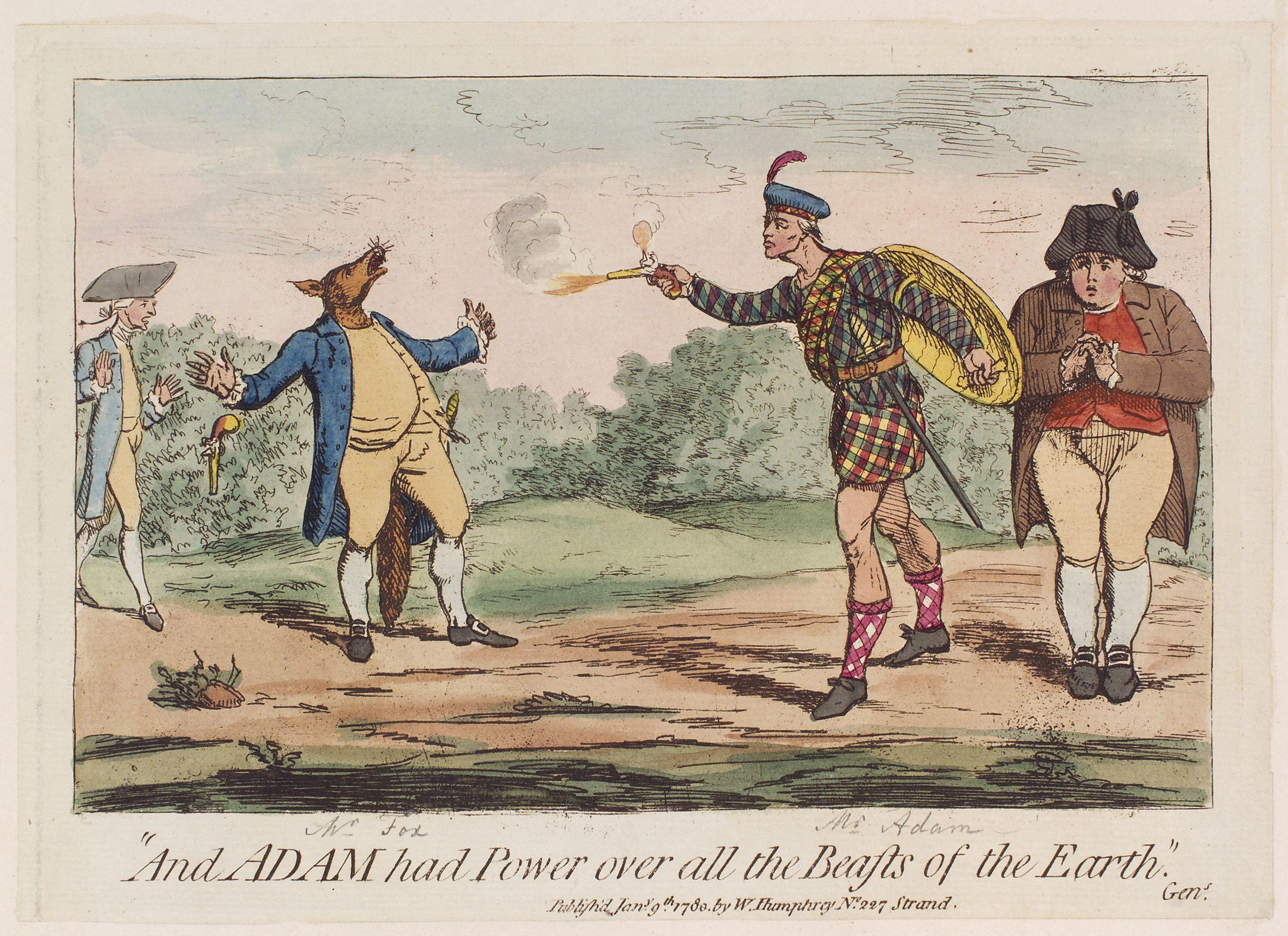
Карикатура Джеймса Гилрея на дуэль Фокса с Адамом

Отношения его с правительством Норта обострялись все более и более, причем в своих речах Фокс нередко прибегал к очень сильным выражениям (вроде «низкий абсолютист» в применении к Норту). Однако большинство в палате общин было на стороне Норта, и вносимые Фоксом вотумы недоверия постоянно отвергались. В 1777 году, все еще открыто не принадлежа к партии вигов, Фокс уже считал себя вигом по убеждениям. В 1777—79 годах Фокс не раз устраивал народные митинги с целью протестовать против  американской войны, которая становилась крайне невыгодной для британской торговли и промышленности и возбуждала против себя все более и более широкие слои населения. В 1779 году Фокс вследствие парламентского столкновения имел дуэль с членом правительственной партии Адамом, в которой был ранен. 
В 1782 году правительство Норта пало. Новое правительство Роккингема включило и Фокса, с титулом статс-секретаря. Оно продержалось всего 4 месяца, но успело вступить в мирные переговоры с американцами. Смерть Роккингема вызвала перемену правительства. Фокс не вошёл в состав нового кабинета Шелберна и опять остался в оппозиции, так же как и Норт. Они заключили союз, причем Фокс объяснил, что раз исчезла причина для вражды между ними, лежавшая в американских делах, то ничто не мешает им вести борьбу совместно. В феврале 1783 года они оставили Шелберна в меньшинстве, мстя ему за слишком унизительный, по их мнению, мир с Францией, и образовали свой кабинет под номинальным главенством Портланда. Главным делом этого правительства внесение ост-индского билля, в силу которого контроль над управлением Индией, принадлежавшим Ост-Индской компании, должен был перейти в руки комиссии, назначаемой парламентом. Билль прошел в палате общин и в двух чтениях в палате лордов, но был отвергнут при третьем чтении под влиянием короля Георга III, заявившего, что он будет считать своим личным врагом каждого лорда, который подаст голос за билль. Это поражение заставило правительство подать в отставку, и власть на 18 лет перешла в руки Питта, а Фокс вновь стал в оппозицию. 
Но под влиянием Великой французской революции (которую Фокс приветствовал как «величайшее и притом лучшее событие всемирной истории») число сторонников Фокса в парламенте быстро уменьшалось, и к 1797 году он счел себя вынужденным почти совершенно отказаться от парламентской деятельности, оставаясь, однако, номинально членом палаты общин. Он посвятил себя научной работе и управлению небольшим уцелевшим у него имением; время от времени он совершал поездки во Францию. 
В 1804 году, после падения кабинета Аддингтона, вызванного коалицией Питта и Фокса, Питт хотел принять Фокса в свой кабинет, но натолкнулся на решительное противодействие короля. Однако после смерти Питта король должен был уступить: Фокс в 1806 году вошел в кабинет Гренвиля в должности секретаря по иностранным делам, но скоро умер от водянки. 
Похоронен в Вестминстерском аббатстве рядом с умершим в том же году Питтом. В 1816 году в северной части площади Блумсбери в лондонском районе Камден была установлена статуя политика (скульптор Ричард Уэстмакотт).

## Образ в кино
- «Битва при Аустерлице» (1960) — Анри Видон
- «Безумие короля Георга» (1994) — Джим Картер
- «Аристократы» (1999) — Хью Сакс[англ.]
- «Герцогиня» (2008) — Саймон Монтагью Макберни